# Principato di Seborga
Principato di Seborga è il nome con cui venne identificata un'antica proprietà dell'abbazia di Lerino. Costituiva un'enclave della repubblica di Genova e dipese dalla contea di Provenza, poi dal regno di Francia e infine dai Savoia.
Il borgo (500 metri di altitudine), noto per l'attività seicentesca della sua zecca, si trova oggi a dodici chilometri da Bordighera, in provincia di Imperia, non lontano da Dolceacqua e Sanremo.

## Storia
Mentre è indubbio che il territorio di Seborga fosse una dipendenza dell'abbazia di Lerino, le origini del feudo non sono chiare: la documentazione più antica venne giudicata dubbia già nel XVIII secolo. L'atto originario, datato 954 e riferito all'impegno contro i Saraceni, consiste nella donazione del territorio all'abbazia da parte di un ipotetico Guido, che si dichiara conte di Ventimiglia e marchese delle Alpi Marittime; vengono citate persone vissute decenni dopo, tra cui "Idelfonso re di Spagna", identificabile forse con Alfonso I d'Aragona nato nel 1082, o nobili sconosciuti agli storiografi, come "Bomasio conte di Savoia" e "Boiamondo marchese di Monferrato". Tra i testimoni appare il conte Tommaso di Savoia, nato nel 1178.

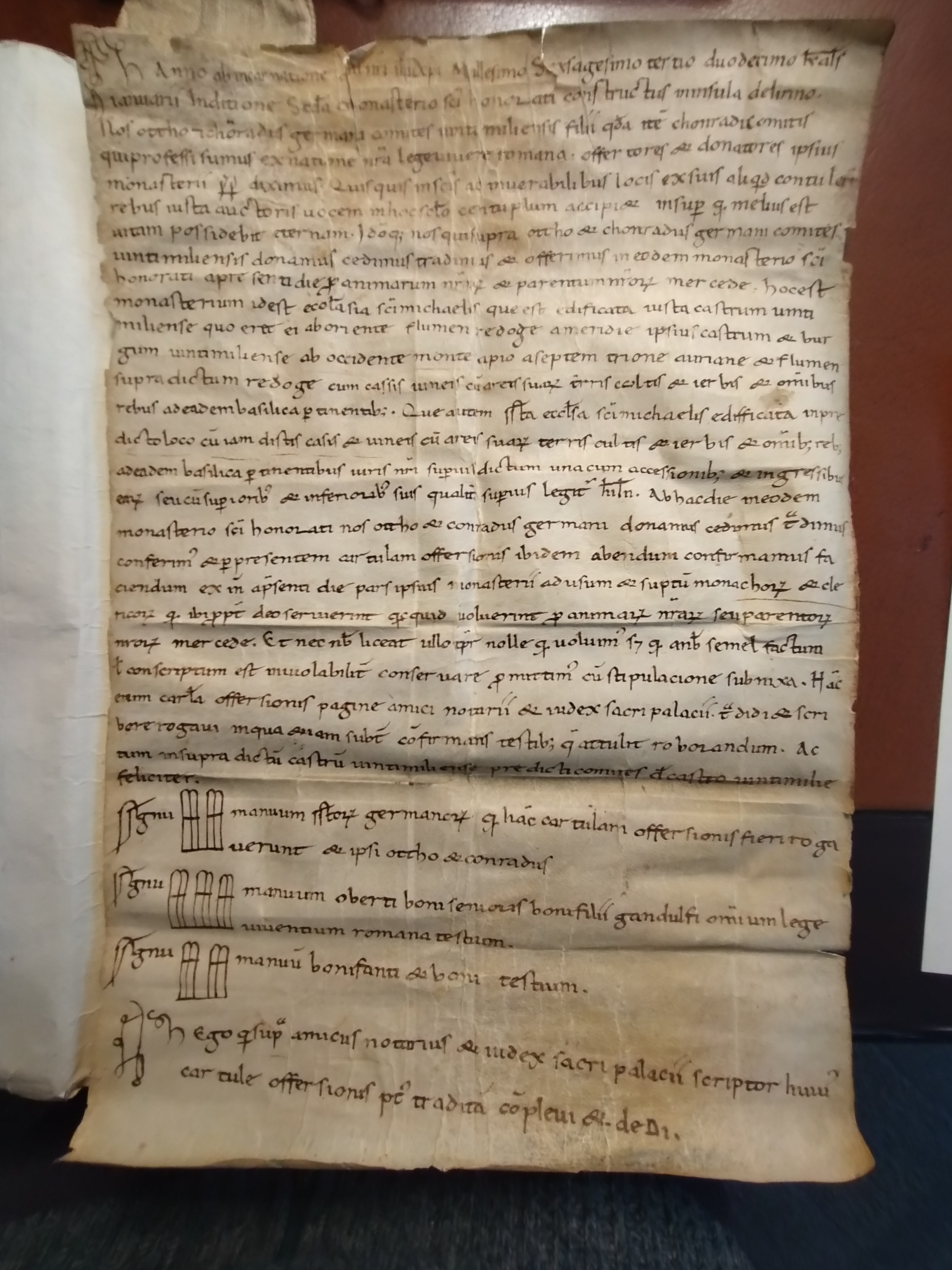
Conferma di donazione di Seborga

I possedimenti dell'abbazia di Lerino nella zona di Seborga appaiono comunque nel 1063: il 12 gennaio, presso l'abbazia, i fratelli Otho e Conrado, conti di Ventimiglia, confermarono con atto notarile una già esistente donazione comitale a favore dell'abbazia.
Nel 1177 l'abate di Lerino vinse una causa contro il Comune di Genova che pretendeva di possedere il feudo. Nei secoli XI e XII seguirono numerose donazioni e vendite inerenti il territorio di Seborga.; nel 1261 vennero approvati dall'abate Bernardo Aiglerio gli "Statuti e Regolamenti". Lo storico Laurent Ripart ritiene che una parte dei documenti dell'archivio abbaziale sia frutto dei tentativi dei monaci di ovviare a manchevolezze negli atti più antichi.
Nel 1464 l'abbazia di Lerino fu ridotta a commenda; il 16 gennaio 1515 Papa Leone X la pose sotto la giurisdizione dell'abbazia di Montmajour di Arles.

## Coniazione
Verso i primi anni 1640 in Francia furono coniate le nuove monete di Luigi XIV, che era appena subentrato al trono all'età di cinque anni. Quindi al dritto c'era l'immagine di un bambino con lunghi capelli e al rovescio lo stemma dei Borboni con i tre gigli.
Le monete avevano un diametro di circa 20 mm e un peso di 2,5 grammi, col titolo di 967/000.
Verso la metà degli anni 1650 la moneta di minor valore, quella da 5 sol o 1/12 di luigi diventò di moda nell'Impero ottomano: era usata per fare orecchini, collane o come ornamento per i vestiti.
L'enorme richiesta aprì le porte ad un mercato particolarmente remunerativo. In Turchia con uno scudo si acquistavano tra gli 8 e i sei luigini, invece di 12. 
Praticamente invece che moneta era diventata una merce, soggetta alla legge della domanda e dell'offerta. Alcuni speculatori decisero quindi di lanciarsi nel mercato, coniando monete simili al luigino, ma con un tasso d'argento più basso. Si rivolsero a nobili che avevano ancora il privilegio di battere moneta, anche se non l'esercitavano da molto tempo. Dopo un breve periodo si rivolsero ai possessori di feudi che si trovavano nel territorio della Repubblica di Genova e che godevano dello ius cudendi o addirittura affermavano di possederlo.

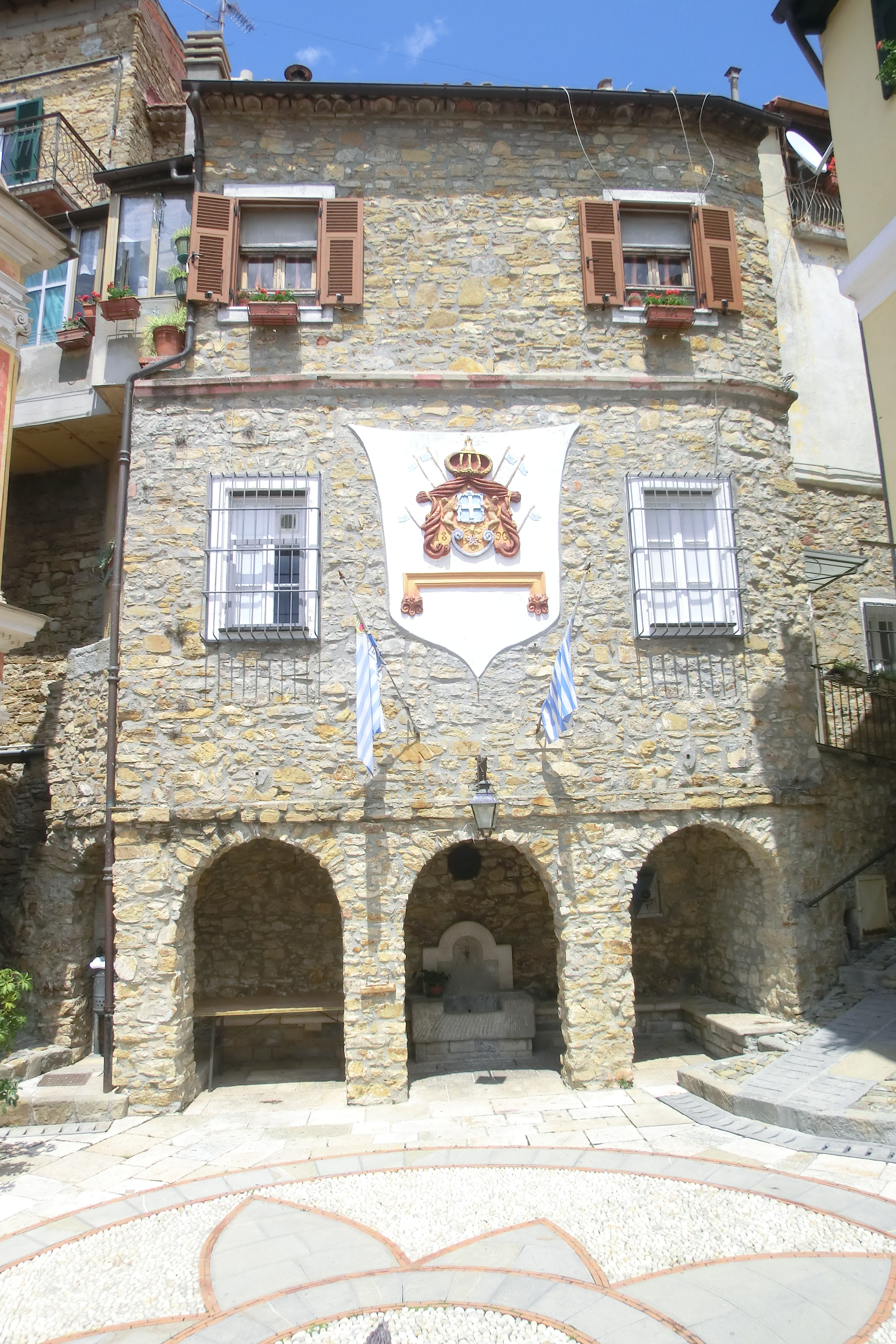
Palazzo dei Monaci, probabile sede della zecca

Il 24 dicembre del 1666 l'abate César Barcillon firmò un contratto d'appalto per la coniazione di monete nella neo-costruenda zecca di Seborga.
L'appaltatore era Bernardin Bareste, un orafo proveniente da Mougins. Il contratto prevedeva una durata di 5 anni, che sarebbero iniziati dal giorno in cui l'appaltante fosse stato in condizione di iniziare il suo lavoro. Il signor Bareste doveva dare all'abazia ogni anno 700 livre o 740.
Le condizioni erano che Bareste poteva fabbricare monete d'oro sia grandi che piccole, per il commercio con il Levante, a nome e con l'impronta del monastero, con il valore e la bontà delle monete correnti. Avrebbe avuto anche il diritto di fabbricare monete d’argento dal valore di 5 sol e altri valori d'argento, sempre per il Levante, con le stesse modalità dell'oro, potendo coniare "sia di giorno che di notte, sia col pendolo, sia col martello". Le monete avrebbero dovuto avere al dritto l'immagine di san Benedetto e le armi del monastero di Lerino dall'altra.
Dal 1667 al 1671 vengono coniati luigini: al dritto la protome di un monaco, forse l'abate o forse san Benedetto. Al rovescio uno stemma son un pastorale sopra a una mitra. Alla data della pubblicazione del suo libro Cammarano afferma che non si conoscono monete diverse dal luigino o luigini coniati dopo il 1671. Secondo lui la rarità delle monete note potrebbe essere indicativa di una bassa produzione.
Cammarano cita cinque luigini (catalogati come Cammarano da 340 a 344). In tutti al dritto si trova una protome di frate e al rovescio il già citato stemma con mitra e pastorale. 
Le coniazioni sono distribuite così: un tipo (C. 340) nel 1667; due (C. 341 e 342) nel 1668; uno (C. 343) nel 1669 e l'ultimo (C. 344) nel 1671. 
La presenza di un'immagine di religioso potrebbe aver rappresentato una difficoltà per la diffusione di queste monete nel mondo islamico
Altre difficoltà alla circolazione avvennero anche in Europa: già nel 1667 la loro circolazione fu vietata negli stati del Duca di Savoia. Nel 1669 il duca ribadì il divieto di circolazione in particolare nella contea di Nizza.
Il 1º luglio 1686 il Consiglio di Stato di Luigi XIV ordina ai monaci di Lerino di chiudere la zecca e di licenziare il maestro Abril di Nîmes che l'aveva appaltata per tre anni e che comunque non aveva ancora iniziato la sua attività.

## Cessione
Negli ultimi anni del XVII secolo, con le finanze abbaziali in largo deficit, l'abate iniziò a cercare possibili acquirenti del feudo. Molti si fecero avanti, ma proposte concrete giunsero solo dalla Repubblica di Genova e da Vittorio Amedeo II di Savoia, appena divenuto re di Sardegna.
Il 30 gennaio 1729 l'atto di vendita venne firmato a Parigi; con esso il re di Sardegna elargiva 147 000 lire sabaude all'abbazia e 15 000 alla cappella di san Pietro dell'Abbazia di Montmajour, vicino ad Arles.

## "Rinascita" del Principato

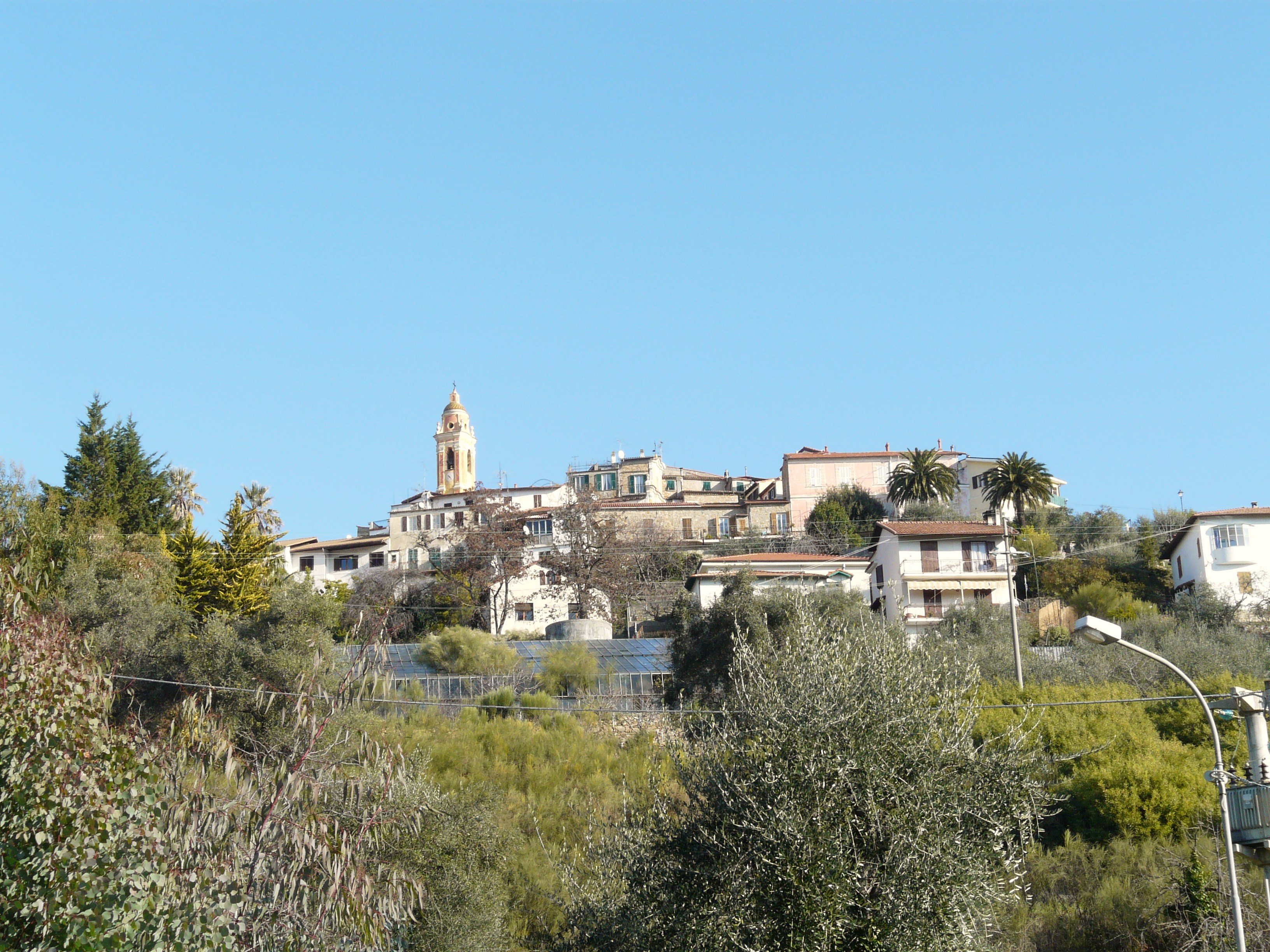
Panorama del paese

Nel 1963 Giorgio Carbone, un appassionato di storia locale, ipotizzò senza alcuna fondatezza storica che l'atto di vendita di Seborga al re di Sardegna Vittorio Amedeo II di Savoia fosse viziato di legittimità, in quanto non avrebbe previsto il trasferimento della sovranità che, a parere di Carbone, sarebbe passata agli abitanti del comune. Viene costituita un'associazione e Carbone rifonda il Principato di Seborga come una moderna micronazione (definizione che tuttavia i membri del Principato considerano impropria) e ne diventa "Principe", riesumando il titolo che gli abati si erano auto-riconosciuti nel XVII secolo.

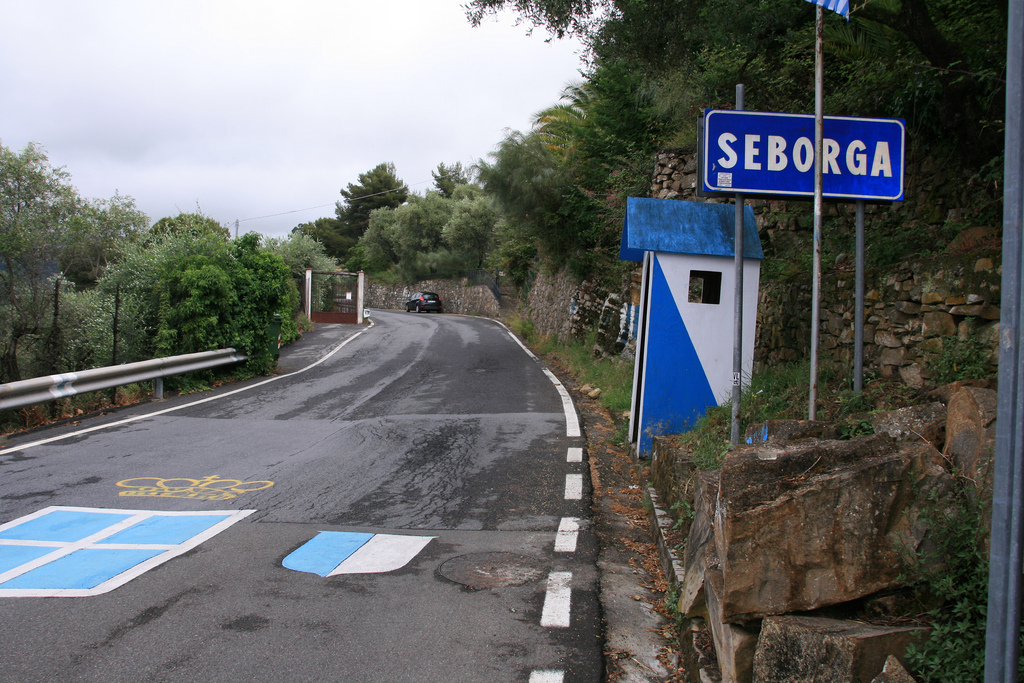
Il confine comunale con Bordighera

Negli anni a seguire a Seborga vengono coniate monete e stampati francobolli (entrambi privi di valore legale), si costituisce un "corpo di guardia" che presta servizio di piantone in garitte poste sulla strada provinciale 57 al confine con Bordighera e il piccolo comune inizia a pubblicizzarsi dal punto di vista turistico.
Nel frattempo il Comune di Seborga non ha mai preso posizione, ritenendo il Principato come un'associazione culturale locale, quindi libera di svolgere le proprie attività sociali. I vari sindaci che si sono susseguiti hanno sempre confermato la linea, ricordando che il turismo fa bene all'economia locale.

### Verità storica e status legale
Studi storici recenti hanno dimostrato che molte delle affermazioni su Seborga sono falsi storici, poiché l’atto di vendita del 1729 esiste ed è registrato, e la presunta sovranità monastica e il legame con i Templari non sono documentati o sono del tutto romanzati. Tuttavia il principato è ormai considerato una goliardia pittoresca che attira i turisti.